# Кибург (графство)

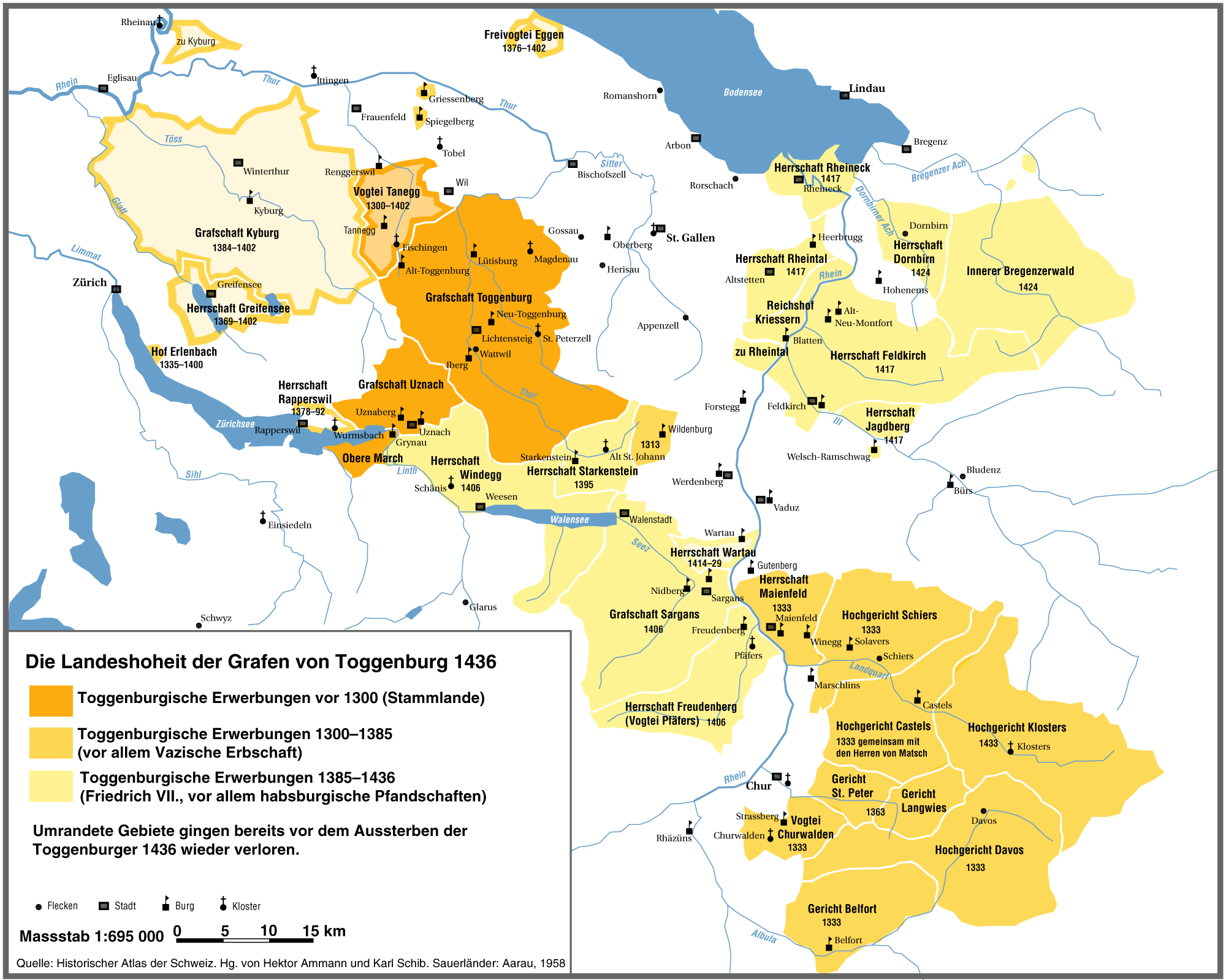
Графство Кибург на карте владений графов фон Тоггенбург (слева вверху)

Графство Кибург (нем. Grafschaft Kyburg) — средневековое владение на территории кантона Цюрих в Швейцарии.

## Самостоятельное графство
Графство возникло в XI веке благодаря браку Адельгейды, дочери Адальберта, последнего графа Тургау, сеньора Винтертурского, с Хартманном фон Диллингеном, и получило название от новой резиденции, замка Кибург.
Владения графов Кибург охватывали в первое время области Цюрихского нагорья до реки Тур (Thur), а также земли вокруг города Винтертура. Активная внешняя политика графов Кибург привела к быстрому расширению их владений. Благодаря искусной брачной политике под их её контролем была вся восточная Швейцария.

## Под властью Габсбургов и Цюриха
После пресечения рода графов Кибург в 1264 году значительная часть их владений перешла по наследству к Габсбургам. Графство Кибург стало одной из габсбургских земель.

Кибург в 1750 году

В 1424 году Фридрих IV герцог Тироля, из-за безденежья заложил графство Кибург городу Цюрих. В 1442 году император Фридрих III, поддержав Цюрих в борьбе вокруг наследства Тоггенбургов, получил назад большую часть графства Кибург. Цюрих сохранял только небольшую область к западу от реки Глатт, которая называлась с тех пор название Нойамт (Neuamt). Вскоре в 1452 году Габсбурги вновь были вынуждены продать остатки графства Кибург Цюриху.
После 1442 года земли присоединённые к Цюриху графство, за исключением отделённого Оберфогтства (Obervogtei) были объединены под управлением наместника Цюриха, который имел резиденцию в замке Кибург. До 1467 года во владениях Габсбургов находился принадлежащий к графству город Винтертур. После того как Цюрих купил его у Габсбургов он получил особый статус .
В 1798 году графство как единица управления было ликвидировано.